# Ro-pax

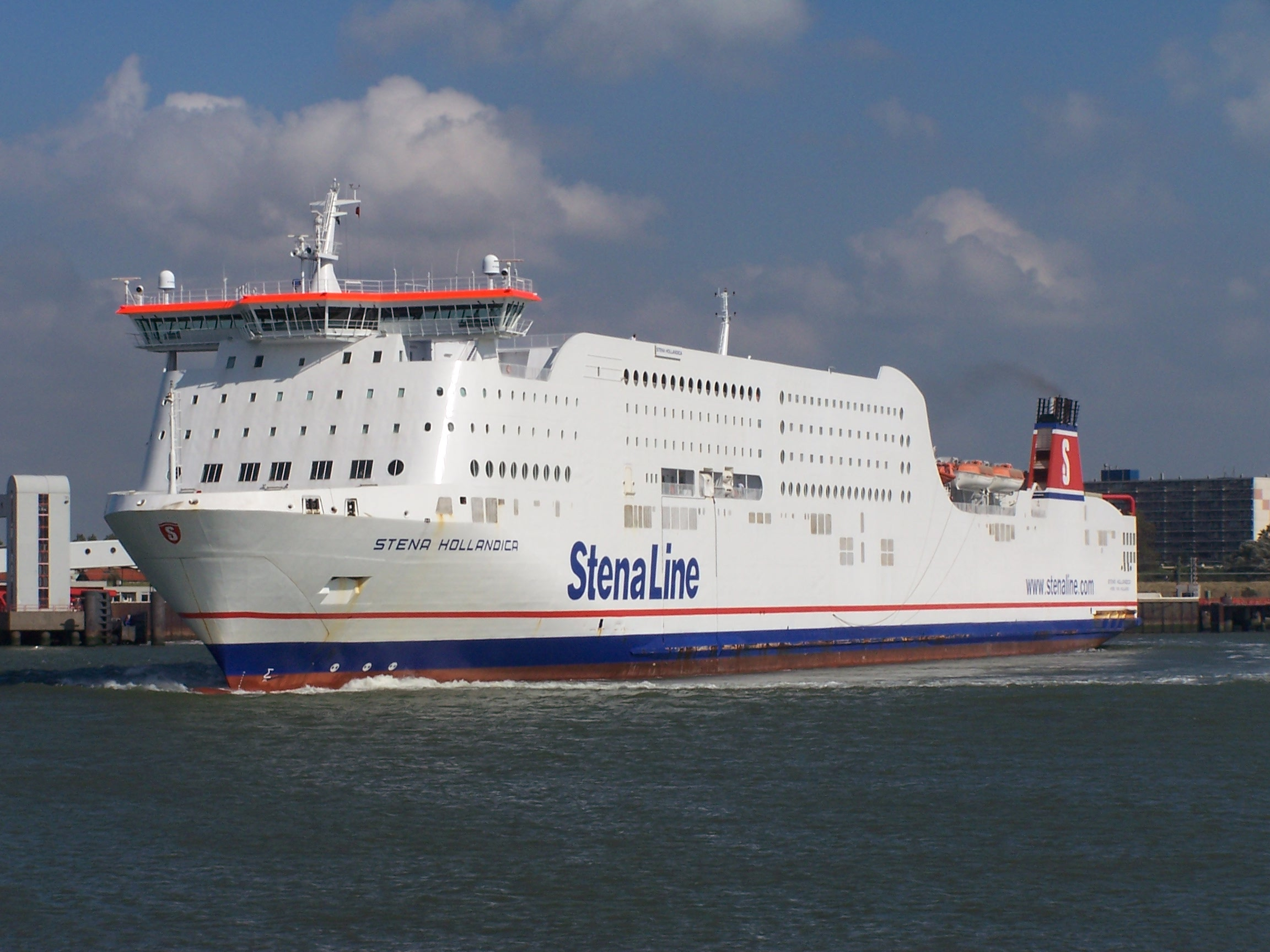
(f.d. Stena Hollandica).

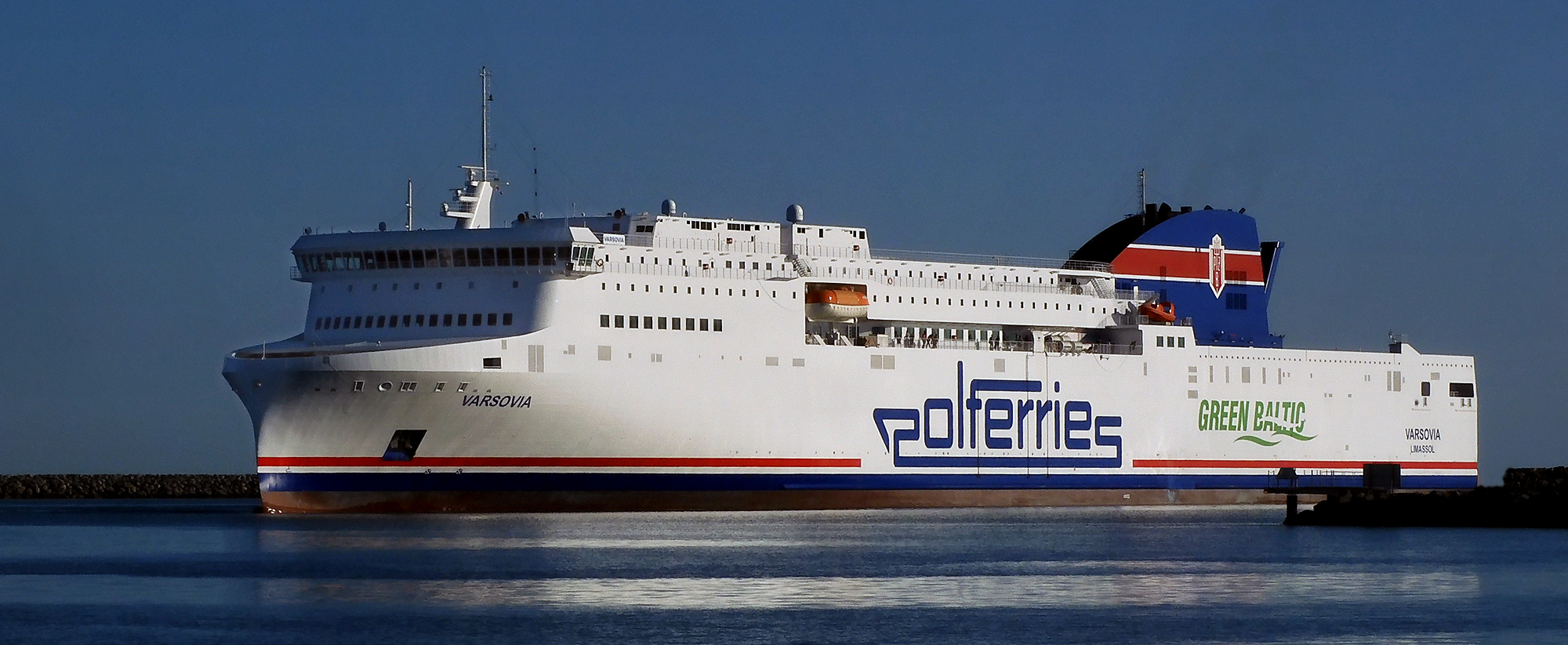
M/F Varsovia byggd 2024 är Polferries nyaste färja av typen Ro-pax.

Ro-pax (av engelskans roll-on/roll-off passenger vessel – roropassagerarfartyg) är en färjeform där ro-ro-fartygets lastkapacitet kombineras med passagerarfärjornas komfort. Passagerar- och lastkapaciteten kan varieras efter efterfrågan. Ro-pax-färjor är vad som allmänt kallas bilfärjor (transporterar fordon inklusive lastbilar, och passagerare), om man bortser från landsvägsfärjor. Ro-pax har passagerarutrymmen med restaurang och annat som ger komfort.
De största ro-pax färjorna 2010, mätt enligt lastkapacitet, är systerfartygen M/S Stena Hollandica (IMO: 9419163) och M/S Stena Britannica (IMO: 9419175), med 5500 filmeter var. De näst största färjorna är M/S Stena Germanica (IMO: 9145176, 3980 filmeter) och M/S Stena Scandinavica (IMO: 9235517, 4100 filmeter)